# Riha WeserGold Getränke
Riha WeserGold Getränke GmbH & Co. KG er en tysk producent af frugtsaft og frugtdrikke, de producerer årligt 984 mio. liter. I 2018 havde de 2.010 ansatte og en omsætning på 536 mio. euro.
Virksomheden er grundlagt i 1934 af glasblæser Richard Hartinger som en familievirksomhed riha-Getränkegruppe der producerede æblesaft i Exten, Rinteln. Efterfølgende begyndte de at producere æblemost.